# Isjchanavar
Isjchanavar (armeniska: Իշխանավար) är ett berg i Armenien. Det ligger i provinsen Gegharkunik, i den centrala delen av landet, 80 kilometer öster om huvudstaden Jerevan. Toppen på Isjchanavar är 2 655 meter över havet.
Terrängen runt Isjchanavar är bergig, och sluttar norrut. Närmaste större samhälle är Vardenik, 8,6 kilometer norr om Isjchanavar. 
Trakten runt Isjchanavar består i huvudsak av gräsmarker. Runt Ishkhanavar är det ganska tätbefolkat, med 72 invånare per kvadratkilometer.